# 亚历克斯·罗斯 (美国乐评人)
亚历克斯·罗斯（Alex Ross，1968年—）是一位美国乐评人。1996年成为《紐約客》杂志的工作人员，著作有《余下只有噪音》（The Rest Is Noise,2007年）、《听这个》（Listen to This，2010年）和《瓦格纳主义：音乐阴影下的艺术与政治》（Wagnerism，2020年）。

## 生平
1986年，亚历克斯·罗斯毕业于华盛顿的圣奥尔本斯学校（St. Albans School），此前曾就读于弗吉尼亚州麦克莱恩的波托马克学校。1990年毕业于哈佛大学，师从作曲家彼得·利伯森学习，曾是大学电台 WHRB 的一名古典和地下摇滚DJ。他以关于詹姆斯·乔伊斯的论文，获得了哈佛大学文学士拉丁文学位荣誉最优等（summa cum laude）。
从1992年至1996年，罗斯是《纽约时报》的乐评人。他还为《新共和》、《 Slate》、《伦敦书评》、《Lingua Franca》、《Fanfare》和《Feed》写稿。他于1993年首次为《纽约客》撰稿，1996年成为杂志的工作人员。

## 著作
他的第一本书《余下只有噪音》（The Rest Is Noise，2007年）是关于1900年以来的音乐文化史，2007年由法勒、施特劳斯和吉鲁出版社出版。该书在美国受到广泛好评，获得美国国家书评人协会奖，在《纽约时报》2007年十大最佳图书排行榜上获得一席之地，并入围普利策奖和2008年萨缪尔·约翰逊奖。
他的第二本书《听这个》（Listen to This，2010年）于2010年9月由法勒、施特劳斯和吉鲁出版社出版。2020年9月, 他的第三本书《瓦格纳主义：音乐阴影下的艺术与政治》（Wagnerism，2020年）问世。

## 荣誉
他获得麦克阿瑟奖 、三次获得美国作曲家、作家和发行商协会迪姆斯·泰勒音乐写作奖，柏林美国学院霍尔茨布林克出版集团奖。2012年，他在魏玛的艺术节上获得了贝尔蒙特当代音乐奖。2016年，美国作曲家论坛授予他新音乐奖冠军

## 个人生活
2006年，亚历克斯·罗斯与导演乔纳森·利塞基（Jonathan Lisecki）在加拿大结婚。